# 火箭方程
齐奥尔科夫斯基火箭方程 （英語：Tsiolkovsky rocket equation） 是俄國火箭專家康斯坦丁·齊奧爾科夫斯基（俄語：Константин Эдуардович Циолковский）独自推导的火箭推动原理，该原理是现代空间飞行器的基础原理。

## 公式
齐奥尔科夫斯基火箭方程的核心内容是：基于动量守恒原理，任何一个装置，通过一个消耗自身质量的反方向推进系统，可以在原有运行速度上，产生并获得加速度。
其认为，任何一次飞行器轨道变化（速度变化）或者多次轨道变化都遵循如下公式:

{\displaystyle \Delta v\ =v_{e}\ln {\frac {m_{0}}{m_{1}}}}

其还可以写成如下方式：

{\displaystyle m_{1}=m_{0}e^{-\Delta v\ /v_{e}}} 或者 {\displaystyle m_{0}=m_{1}e^{\Delta v\ /v_{e}}} 或者 {\displaystyle 1-{\frac {m_{1}}{m_{0}}}=1-e^{-\Delta v\ /v_{e}}}

其中：
- {\displaystyle m_{0}} 是火箭加速前的纯质量总和，即初始总质量(该质量指，不含火箭可能携带的弹头或者卫星等附加设施，仅为火箭自身各种子系统的综合，
 后文中所有初始总质量都是指火箭纯质量的总和）。
- {\displaystyle m_{1}} 是火箭加速后的纯质量的总和。
- {\displaystyle v_{e}} 是火箭排气速度(火箭喷射速度)，该速度与时间、地球重力加速度。
- {\displaystyle \Delta v} 是火箭加速后速度与加速前速度的差值，它是对由且仅由火箭发动机产生的加速度求时间的积分得来。
- {\displaystyle 1-{\frac {m_{1}}{m_{0}}}} 是质量分率（质量比重）。

请注意，如上公式是在理想状态下的推导结果，换句话说，实际过程中，在重力加速度和各种干扰力的联合作用下，{\displaystyle \Delta v} 通常并不是如上公式计算所得。
这个公式，也可以通过求动量守恒公式：{\displaystyle mdv=v_{e}dm} 的积分得来。
其中：
- {\displaystyle dm} 是火箭由于加速所消耗的质量（即用于产生 {\displaystyle \Delta v} 的质量，在公式推導中，常常由于其实消耗质量故在 {\displaystyle dm} 的前面加上“-”号。）

诚然，上面的火箭方程经过极端的简化，并不适用实际的火箭飞行当中，但是其仍然表述了火箭飞行物理学中火箭方程式的精华。此外，需要特别指明的是，该方程在宇宙的无重力状态下，却显得相对精确，而 {\displaystyle \Delta v} 也是其中最重要的参数，尤其在航天飞行器轨道变换中，显得格外重要。
很明显，为了达到较大的 {\displaystyle \Delta v}，我们可以通过给与较大的 {\displaystyle m_{0}} （随 {\displaystyle \Delta v} 的增长以指数形式增长）或者，较小的 {\displaystyle m_{1}}，或者 较大的 {\displaystyle v_{e}}，或者它们联合的作用获得。而在实际应用中，我们通过使用：大型运载火箭来增加 {\displaystyle m_{0}}；对火箭分级来减小 {\displaystyle m_{1}}；更先进的发动机来增加 {\displaystyle v_{e}}，来实现取得为了达到获得较大的较大的 {\displaystyle \Delta v} 的目的。美国在阿波罗登月计划中使用的土星五号就是一个很好的例子。在太空中，所使用的离子推进器是另一个基于上述原理的从而达到远距离无人推进的例子。
火箭方程式，显示了参数 {\displaystyle m_{1}} 并不是随时间变化而是随 {\displaystyle \Delta v} 使做随指数消减。{\displaystyle \Delta v} 所对应的半指数消减等于 {\displaystyle v_{e}\ln 2\approx 0.693v_{e}} 。

## 歷史
虽然最近发现的由英国著名数学家威廉·摩尔（William Moore）名为“关于火箭运动的论述”（英语：A Treatise on the Motion of Rockets）显示，英国皇家军事学院已于公元1813年推导出该原理，并应用于最初的武器研究，但由于该理论从未公开发表，故不被承认。另一方面，由于现知的公式是由康斯坦丁·艾多尔道维奇·齐奥尔科夫斯基于公元十九世纪末独立推导，并首次公开发表，且该火箭方程式已在世界范围内被广泛承认。故该火箭方程式的名称，仍然继续使用原有名称：齐奥尔科夫斯基火箭方程式。

## 船的實驗 (齊奧爾科夫斯基)
為了理解火箭推進的原理，康斯坦丁·齊奧爾科夫斯基提出了一個著名的“船的實驗”。有人在遠離海岸的船上，上面並沒有槳。這人想到達海岸。且注意到船上裝載了一定數量的石頭，於是將這些石頭一個接一個盡快地扔向與海岸相反的方向。結果，向一個方向投擲石塊的動量，有效地讓船以相同的動量往另一個方向移動。

## 火箭分级中的应用
在多级火箭的情况中，是按照逐级的原则进行计算，也就是说，每一级火箭应用一次火箭方程，直到解决全部问题。假设某型火箭有X级，那么当我们计算第n级时（{\displaystyle 1\leq n\leq X}），这时，火箭方程当中的参量 m0，也就上文中所说的初始总质量，取火箭的总初始总质量（设为M0）减去已经燃烧完毕且已经抛弃的（n-1）级的总质量（设火箭最先燃烧并抛弃第１级）。即　m0＝M0-M（n-1）　。而火箭方程中的参量m1，也就是上文中所说的，最后总质量，则是即将燃烧的下一级的初始总质量。即　m１＝M0-Mn。之所以，分级火箭不能整体应用火箭方程的根本原因是，每一级的火箭比冲通常状况下是不同的。
例題：一枚洲際彈道飛彈，採用三級火箭推進系統，且每級皆使用完全相同的火箭發動機與火箭燃料。已知，每一級火箭的燃料部分占其自身總質量的 80%，此外，其自身總質量的 10% 為火箭的乾質量（箭體本身及各種導彈子系統）。經研發人員測試發現，無論如何調整，在任何情況下，每級火箭最終都會剩下其乾質量的 10%。試求這枚採用三級火箭推進系統的洲際彈道飛彈可攜帶的彈頭質量及其總質量{\displaystyle \Delta v}？
解：先计算单级火箭发动机的{\displaystyle \Delta v}：
{\displaystyle \Delta v=v_{e}\ln 5=1.61v_{e}}
其中，其中ln 5 是由计算单级时火箭的初始总质量1除以余下的总质量 (1-80%)=0.2，也就是 1/0.2=5 。
再计算三级火箭发动机的总{\displaystyle \Delta v}：
由于，三级火箭采用相同的推进系统故有：
{\displaystyle \Delta v=3v_{e}\ln 5=4.83v_{e}} ；
最后计算可以携带重的弹头：
由公式 {\displaystyle 1-{\frac {m_{1}}{m_{0}}}=1-e^{-\Delta v\ /v_{e}}}　可知：
{\displaystyle {\frac {m_{1}}{m_{0}}}=e^{-\Delta v\ /v_{e}}}
后代入第２步的结果　4.83，得　{\displaystyle {\frac {m_{1}}{m_{0}}}=0.007986}
所以总质量的　0.799％　是该火箭可以携大的最大带战斗部质量（弹头质量）。
作为对比，如果采用相同的质量分率为0.799％的单级轨道火箭，且假设拥有占总质量 10％ 的为火箭干质量，那么火箭的燃料质量就是89.201％。通过计算
{\displaystyle \Delta v=v_{e}\ln(100/11.1)=2.30v_{e}}
我们会发现，在相同或近似情况下，火箭采用多级结构所产生的加速明显大于采用单级部分所产生的加速。
如果新一级火箭发动机是在前一级被抛弃前点火，则２台同时工作的发动机拥有不同的比冲，特别是在不同级使用不同推进剂的情况下，系统状态将十分复杂。

## 能量
在理想状态 {\displaystyle m_{1}} 实际是火箭最后剩下来的装载物， {\displaystyle m_{0}-m_{1}} 是火箭提供反作用力所需消耗的质量，他们的能量关系可以简单表示为如下公式
{\displaystyle {\frac {1}{2}}(m_{0}-m_{1})v_{e}^{2}}
表面上看，上述公式只是反作用质量的动能表达式，其能量并不包含火箭装载物的部分。但是，如果假设, {\displaystyle v_{e}}=10 km/s ，火箭的速度是 3 km/s, 我们会得到，由火箭燃料质量改变所造成的速度变化只是从 3 到 7 km/s; 这种能量的保留，与火箭单位动能的增加是相应的。
总体上来说:
{\displaystyle d\left({\frac {1}{2}}v^{2}\right)=vdv=vv_{e}dm/m={\frac {1}{2}}\left(v_{e}^{2}-(v-v_{e})^{2}+v^{2}\right)dm/m}
因此，在任意小时减区域内火箭的特征能量等于火箭能量的取得包括剩下的燃料，除以质量，在这里必须说明，能量的取得是等于火箭燃料在燃烧时所放出的能量。火箭速度越大，由火箭燃料燃烧所产生的能量越小。
{\displaystyle \Delta \epsilon =\int v\,d(\Delta v)}
在这里 {\displaystyle \epsilon } 是火箭的比冲，{\displaystyle \Delta v} 定义同前。在应用火箭公式过程中，像诸如，由提供火箭动力所消耗的质量直接作用的速度，{\displaystyle v}，在公式推导过程中，应采用“负号”。
这个公式也如前的火箭方程式，仅适用于理想状态：也就是，没有任何一部分能量转换成热能，所用由火箭燃烧所产生的能量全部转换成动能。
如果火箭的能量来源于单一燃料类型（请见讨论页面）比如来源于化学燃料。那么火箭的燃烧值是 :{\displaystyle {\frac {1}{2}}v_{e}^{2}}, 特别指出，如果燃烧物需要氧气，则必须也将氧气的质量计算在内。
最后能量公式是：
{\displaystyle E={\frac {1}{2}}m_{1}\left(e^{\Delta v\ /v_{e}}-1\right)v_{e}^{2}}
结论:
- 对于 {\displaystyle \Delta v\ll v_{e}} 我们有 {\displaystyle E\approx {\frac {1}{2}}m_{1}v_{e}\Delta v}
- 对于给定的 {\displaystyle \Delta v}, 就需要计算能量的最小值，如果 {\displaystyle v_{e}=0.6275\Delta v}, 需要的能量通常为：

{\displaystyle E=0.772m_{1}(\Delta v)^{2}}.